# Martin Müürsepp
Martin Müürsepp (ur. 26 września 1974 w Tallinnie, Estonia – daw. ZSRR) – estoński koszykarz, grający na pozycji niskiego skrzydłowego lub wysokiego skrzydłowego, trener koszykarski, obecnie trener Tallinn Kalev/TLÜ.

## Osiągnięcia
Klubowe
- Mistrz:
  - EuroChallenge (2004)[1]
  - Rosji (2005)[1]
  - Estonii (1996, 2007)
- Zdobywca Pucharu:
  - Saporty (2000)[1]
  - Estonii (1996, 2008)
  - Grecji (2000, 2001)[1]
  - Rosji (2005)[1]

Indywidualne
- MVP:
  - EuroChallenge (2004)[1]
  - Estonii (1996, 2000–2005)
  - play-offs ligi rosyjskiej (2003)

Reprezentacja
- Uczestnik Eurobasketu (2001)[2]

Trenerskie
- Mistrzostwo Estonii (2011–2014¹, 2016¹, 2017¹, 2019¹)
- Wicemistrzostwo Estonii (2015¹, 2019¹)
- Puchar Estonii (2016¹, 2017¹)
- Finał pucharu Estonii (2012¹, 2014¹)
- 3. miejsce w:
  - Lidze Bałtyckiej (2013¹)
  - pucharze Estonii (2011¹, 2013¹, 2015¹)

¹ – jako asystent trenera